# Pfofeld
Pfofeld é um município da Alemanha, situado no distrito de Weißenburg-Gunzenhausen, no estado da Baviera. Tem 23,88 km² de área, e sua população em 2019 foi estimada em 1.529 habitantes.